# Haplochela
Haplochela is een geslacht van vlinders van de familie tastermotten (Gelechiidae).

## Soorten
- H. mundana (Meyrick, 1914)
- H. trigonota (Walsingham, 1911)